# Верхолесье (Кобринский район)
Верхоле́сье (бел. Верхалессе) — деревня в Кобринском районе Брестской области Белоруссии. Входит в состав Новосёлковского сельсовета.
По данным на 1 января 2016 года население составило 357 человек в 157 домохозяйствах.
В деревне расположены почтовое отделение, ясли-сад — средняя школа, Дом культуры, фельдшерско-акушерский пункт и два магазина.

## География
Деревня расположена в 18 км к юго-западу от города и станции Кобрин, в 60 км к востоку от Бреста.
На 2012 год площадь населённого пункта составила 0,37 км² (37 га).

## История
Населённый пункт известен с 1668 года. В разное время население составляло:
- 1999 год: 172 хозяйства, 439 человек
- 2005 год: 165 хозяйств, 429 человек
- 2009 год: 392 человека
- 2016 год[2]: 157 хозяйств, 357 человек
- 2019 год[1]: 316 человек

## Культура
- Музей ГУО "Верхолесский детский сад-средняя школа"

## Достопримечательность

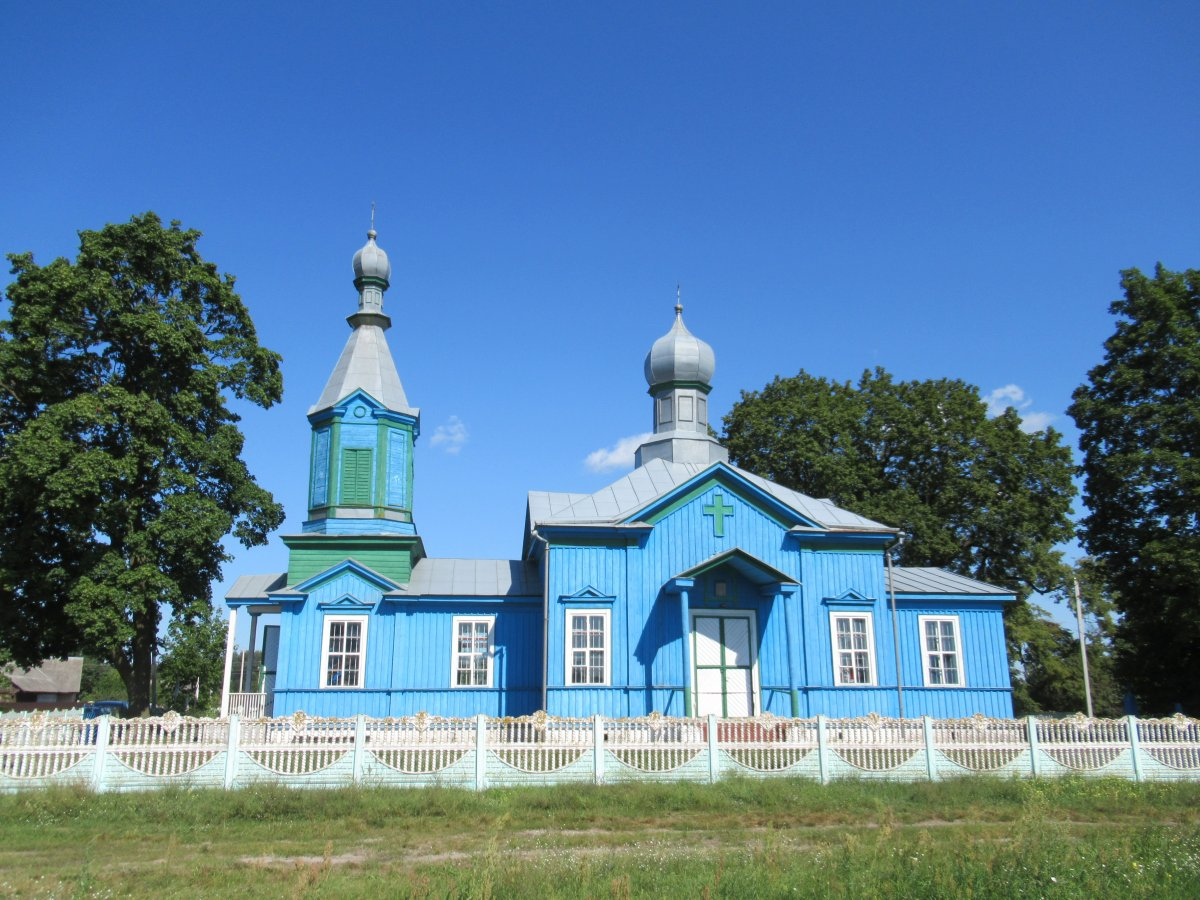
Церковь Святого Николая

- Церковь Святого НиколаяЦерковь Святого Николая (1882-1888) —  Историко-культурная ценность Республики Беларусь, шифр 113Г000417